# کوناژوو-رچکی
کوناژوو-رچکی (به لهستانی:  Konarzewo-Reczki) یک روستا در لهستان است که در گمینا گوومین-اوشرودک واقع شده‌است.
 کوناژوو-رچکی  ۲۰ نفر جمعیت دارد.